# Istituto per la storia dell'età contemporanea

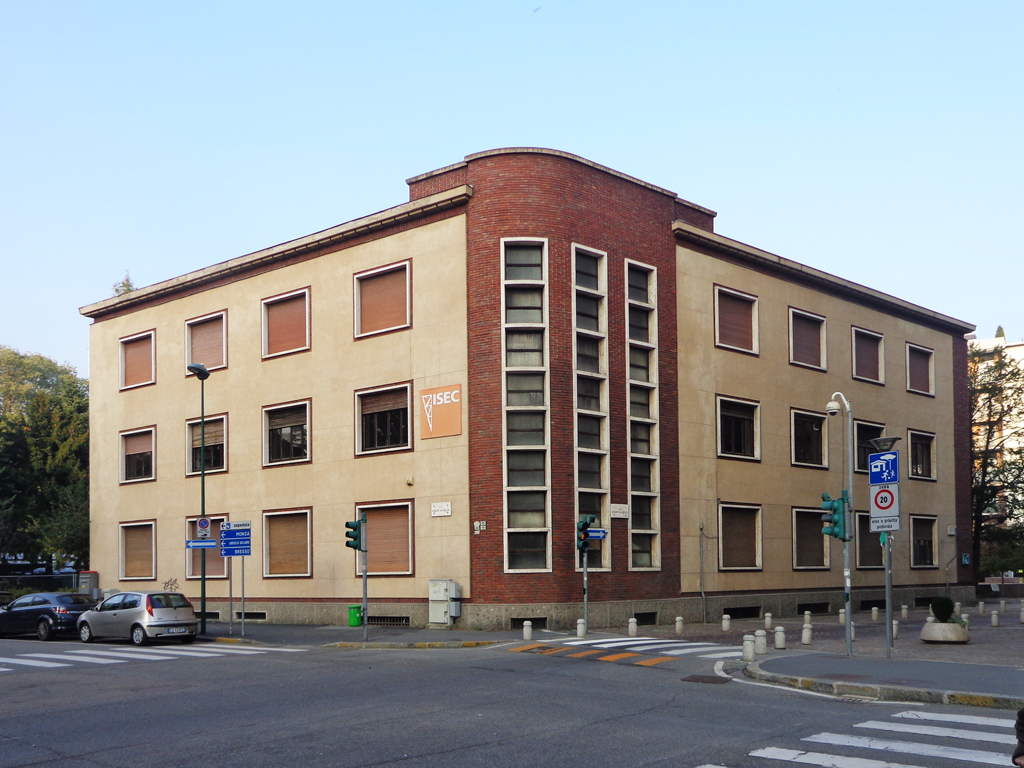
Esterno della sede della Fondazione ISEC a Sesto San Giovanni

L'Istituto per la storia dell'età contemporanea, in acronimo ISEC, è una fondazione costituita nel 2002 e riconosciuta come ONLUS. Il suo statuto indica che scopo della Fondazione è quello di «raccogliere, conservare, ordinare e porre a disposizione degli studiosi i documenti atti a ricostruire la vita sociale, politica ed economica dell'Italia contemporanea».

## I precedenti
L'attuale Fondazione continua l'opera dell'Istituto milanese per la storia della Resistenza e del movimento operaio (Isrmo) fondato nel 1972 per non disperdere l'eredità spirituale e le testimonianze della Resistenza milanese, che ebbe tra i propri protagonisti molti operai e tecnici delle fabbriche.

## Gli archivi
La grande attività di raccolta di documentazione della Fondazione ISEC. Istituto per la storia dell'età contemporanea ha coinciso con l'epoca della chiusura delle più importanti imprese della cintura milanese delle quali l'Isec si è preoccupato di salvare gli archivi storici e le biblioteche tecniche, con compiti conservativi, di ordinamento e valorizzazione. In breve gli archivi hanno superato i 4 chilometri lineari. Particolarmente importanti gli archivi Breda (estremi cronologici:1921-1966), Ercole Marelli (estremi cronologici:1896-1986), Riva Calzoni, Bastogi (estremi cronologici: 1862 - 1983), Bottonificio Binda, Italtel (estremi cronologici:1930-2000), Falck. Il fondo filmico Innocenti Santeustachio (estremi cronologici: 1955 - 1970)  è stato depositato dalla Fondazione ISEC (Fondazione istituto per la storia dell'età contemporanea) presso Archivio nazionale del cinema d'impresa di Ivrea). Si trattava di aziende che, in particolari comparti, come ad esempio quello dei mezzi di trazione ferroviari, avevano un ruolo fondamentale nel panorama economico italiano. Pertanto i relativi archivi costituiscono una delle più importanti risorse per la storia industriale dell'Italia. Ci sono circa 100.000 fotografie che illustrano i processi lavorativi, dalla fine dell'Ottocento agli anni Settanta del Novecento.
L'Isec cura anche l'archivio delle carte e dei modelli di Giovanni Sacchi (Estremi cronologici: 1936 gen. 1 - 2004 dic. 31), presso il Parco archeologico industriale ex-Breda.
Già dal 1983 la Sovrintendenza archivistica ha dichiarato "di notevole interesse storico" l'archivio conservato dalla Fondazione Isec.

## Biblioteca ed emeroteca
La biblioteca dell'Istituto conserva oltre 70.000 volumi. Il nucleo storico attorno al quale si è sviluppata la biblioteca della Fondazione Isec consta di circa 10.000 volumi che trattano tutti gli aspetti della storia contemporanea milanese e lombarda (e non solo), con particolare attenzione alla storia economica e d'impresa, alla storia del ventennio fascista e della Resistenza, alle vicende del movimento operaio e sindacale. In particolare mette a disposizione degli utenti le biblioteche tecniche della Breda, della Falck, della Marelli, della AEM. Custodisce in deposito anche la Biblioteca "Leo Finzi" del Collegio degli ingegneri e degli architetti di Milano, ricca di 21.000 volumi. L'emeroteca conserva oltre 3.500 testate. La Biblioteca aderisce al Servizio bibliotecario nazionale (Sbn).

## Pubblicazioni
La Fondazione Isec cura la pubblicazione di volumi di storia, frutto delle ricerche di giovani ricercatori, nella collana "Ripensare il '900" dell'editore Guerini e associati.

## Sede
La Fondazione ha sede in un edificio storico degli anni Trenta del Novecento di chiara impronta razionalista, già sede degli uffici del Comune di Sesto San Giovanni. Parte dei depositi documentari sono invece ospitati nell'annessa villa fatta costruire nel Settecento da Enrico Mylius, uno dei primi filandieri della zona, agli albori della sua industrializzazione.

## Enti finanziatori
L'ISEC usufruisce del sostegno istituzionale ed economico, con diverse modalità, del Comune di Sesto San Giovanni, della Provincia di Milano, della Camera di commercio di Milano, delle società Pirelli e A2A, della Lega delle cooperative.